# Muçi Zade
Muçi Zade (18. század) mind a mai napig ismeretlen személyazonosságú albán költő. A bejtedzsi irodalom legkorábbi költeményének szerzője.
Életéről semmit nem tudunk, az albán irodalomtörténet Muçi Zadét egy beazonosítatlan berati népi költő álnevének tartja. Az egyetlen, általa szignált vers 1725-re datálható, és egy korçai kéziratgyűjteményből került elő. A költemény a muszlim hagyományú, albán nyelvű, de arab írású bejtedzsi irodalom legrégibb ismert darabja. A tizenhét szakaszos, AAAB rímképletű, meglehetősen ironikus és parodisztikus vers címe Imzot, mos më lërë pa kave (’Uram, csak kávé nélkül ne hagyj’). A szerző költeményében a ramadán böjt kávémentességét panaszolja el.